# توماس ألفرد تومسون
توماس ألفرد تومسون هو سياسي كندي، ولد في 5 أغسطس 1868، وتوفي في 12 مايو 1953. حزبياً، نشط في حزب أونتاريو المحافظ التقدمي. وقد انتخب عضو برلمان مقاطعة أونتاريو وانتخب عضو مجلس العموم الكندي.